# Liopasia puseyalis
Liopasia puseyalis là một loài bướm đêm trong họ Crambidae.